# Дойхер, Адольф
Адольф Дойхер (нем. Adolf Deucher; 15 февраля 1831 года, Випкинген, Цюрих, Швейцария — 10 июля 1912 года, Берн, Швейцария) — швейцарский государственный деятель, президент. Член Радикально-демократической партии. Президент Швейцарии (1886, 1897, 1903 и 1909).

## Биография
Родился в семье врача в Випкингене, который сейчас является частью города Цюриха. Через год семья переехала в Штекборн в кантоне Тургау. После школы он учился в гиманзии монастыря Фишинген и лицее в Констанце. С 1847 по 1851 год изучал медицину в университетах Гейдельберга, Праги, Вены, в 1851 году окончил Цюрихский университет с присуждением докторской степени. Во время обучения стал приверженцем радикальных либеральных взглядов, которое было совершенно противоположным католически-консервативной семейной традиции. 
После возвращения в Штекборн открыл там клинику скорой помощи и стал активно заниматься политикой. В 1858 году избран в Большой совет кантона Тургау (был депутатом до 1879 года), затем женился на Паулине Шнебли и переехал в столицу кантона Фрауэнфельд. Работал окружным врачом в звании санитетсрата. Будучи членом Конституционного совета, сыграл важную роль в пересмотре кантональной конституции Тургау, расширив политическое участие граждан в принятии решений.
В 1869 году был избран в Национальный совет, где был одним из наиболее известных сторонников централизованного государства. Из-за своих антиклерикальных взглядов лишился поддержки консервативно настроенных избирателей и потерял свой мандат на выборах 1873 года. В 1879 году вернул себе места в кантональном и федеральном апартаментах. В кантональном правительстве он отвечал за вопросы здравоохранения, образования и церковные дела.
- 1 июня 1880 — 31 мая 1881 гг. — глава правительства кантона Тургау,
- 5 июня 1882 — 23 апреля 1883 гг. — президент Национального совета парламента Швейцарии,
- 10 апреля 1883 — 10 июня 1912 гг. — член Федерального совета Швейцарии,
- 1 января — 31 декабря 1883 г. — начальник департамента (министр) юстиции и полиции,
- 1 января — 31 декабря 1884 г. — начальник департамента почт и путей сообщения,
- 1 января — 31 декабря 1885 г. — вице-президент Швейцарии, начальник департамента внутренних дел,
- 1 января — 31 декабря 1886 г. — президент Швейцарии, начальник политического департамента (министр иностранных дел),
- 1 января — 31 декабря 1887 г. — начальник департамента торговли и земледелия,
- 1 января 1888 — 31 декабря 1895 гг. — начальник департамента промышленности и земледелия,
- 1 января — 31 декабря 1896 г. — вице-президент Швейцарии, начальник департамента торговли, промышленности и земледелия,
- 1 января — 31 декабря 1897 г. — президент Швейцарии, начальник политического департамента,
- 1 января 1898 — 31 декабря 1902 гг. — начальник департамента торговли, промышленности и земледелия,
- 1 января — 31 декабря 1902 г. — вице-президент Швейцарии,
- 1 января — 31 декабря 1903 г. — президент Швейцарии, начальник политического департамента,
- 1 января 1904 — 31 декабря 1908 гг. — начальник департамента торговли, промышленности и земледелия,
- 17 июня — 31 декабря 1908 г. — вице-президент Швейцарии,
- 1 января — 31 декабря 1909 г. — президент Швейцарии, начальник политического департамента.

С 1 января 1910 г. — начальник департамента торговли, промышленности и земледелия.
Долгое время боролся за введение системы обязательного медицинского страхования от несчастных случаев, что в конечном итоге привело к созданию в 1918 году Швейцарской страховой компании (SUVA).
Старался продвигать законы, направленные на защиту наемных работников, например, путем ограничения женской, детской и ночной работы. В 1906 году он организовал первую Международную конференцию по защите трудящихся в Берне. При этом ему удалось обеспечить запрет на использование фосфора в производстве спичек, который вступил в силу в Швейцарии с 1898 года. Со времени страна стала все активнее включаться мировые торгово-финансовые цепочки, как глава государства он обеспечивал переход от свободной торговли к умеренной защитной тарифной политике с рядом новых тарифных правил.
Ему было присвоено звание почетного гражданина Фрауенфельда (1886) и Женевы (1896). 
Похоронен на Бремгартенском кладбище в Берне.